# Hack and slash
Hack and slash o hack 'n' slash (dall'inglese "tagliare e squarciare") è un genere di giochi di ruolo da tavolo e di videogiochi basati principalmente sul combattimento. Nel significato più specifico fa riferimento al combattimento con armi bianche, in contrapposizione alle armi da fuoco, anche se nell'accezione più generale viene incluso anche il combattimento con armi da lancio o corpo a corpo.

## Giochi da tavolo
Il termine ha origine nei giochi di ruolo da tavolo come Dungeons & Dragons, in cui indica una campagna incentrata sul combattimento e sulla violenza mentre la storia o le motivazioni che spingono i giocatori a lottare passano in secondo piano. 
Appare già dal 1980, come è dimostrato da un articolo di Jean Wells e Kim Mohan sulla rivista tematica Dragon, in cui si legge: "C'è un potenziale molto più grande rispetto allo hack and slash presente in D&D o AD&D; c'è la possibilità di intrighi, di misteri e di innamoramenti per entrambi i sessi, portando benefici a tutti i personaggi di una campagna.

## Videogiochi
Il genere è stato traslato anche ai videogiochi di ruolo con elementi d'azione, iniziando con mondi molto simili a quelli di D&D, come ad esempio Lineage, Xanadu e Diablo. Successivamente hack and slash è stato usato pure per indicare un genere di picchiaduro a scorrimento che prevedono anche l'utilizzo di armi bianche, come Golden Axe, mentre, più di recente, il termine viene usato anche per indicare i videogiochi d'azione 3D in terza persona, come Devil May Cry, Bayonetta, Darksiders e Ninja Gaiden.